# Cybocephalus syriacus
Cybocephalus syriacus is een keversoort uit de familie Cybocephalidae. De wetenschappelijke naam van de soort is voor het eerst geldig gepubliceerd in 1878 door Reitter.